# Both & Tilmann
Die Both & Tilmann G.m.b.H. war ein Maschinenbauunternehmen mit Standort in Dortmund. Es ging aus dem 1890 durch den Ingenieur Josef Both gegründeten gleichnamigen Unternehmen hervor.

## Geschichte
Nachdem in das Unternehmen des Josef Both der Ingenieur Josef Tilmann als Mitarbeiter und dann auch als Teilhaber eingetreten war, gründeten beide mit Vertrag vom 2. Januar 1893 das Unternehmen Both & Tilmann. Das Grundkapital betrug 160.000 Mk. Der erste Standort des Unternehmens befand sich an der Lindenstraße in Dortmund, nahe dem Hauptbahnhof. Die dortigen Fabrikationsanlagen wurde aber bald zu klein. Da sie außerdem in der Mitte der Stadt lagen, war eine Erweiterung nicht möglich. Man errichtete daher in den Jahren 1896/1897 im Norden der Stadt an der Glückauf- und Schlägelstraße ein neues Werk nach modernsten Grundsätzen.
Auf Grund einer Erkrankung schied der Mitbegründer Josef Both 1902 aus der Geschäftsleitung aus. Mit Vertrag vom 1. April 1906 wurden als weitere Gesellschafter die langjährigen Mitarbeiter Ingenieur Franz Otte und Kaufmann C. A. Ulrich aufgenommen. Mit Datum vom 1. April 1920 wurden sämtliche Geschäftsanteile von dem Unternehmen Eisen- und Stahlwerke Hoesch A. G. übernommen. Die Geschäftsführung verblieb zunächst noch in den Händen von Direktor Otte.
In der Folge der Weltwirtschaftskrise wurde die Firma Both & Tilmann G.m.b.H. im Jahr 1929 unter die Verwaltung der ebenfalls zum Hoesch-Konzern gehörenden Maschinenfabrik Deutschland (MFD) gestellt. Der Bau von Weichen und Kreuzungen aus Rillenschienen, insbesondere für Straßenbahnen, die Kernkompetenz des Unternehmens, wurde, bedingt durch die einhergehenden Rationalisierungsbestrebungen, zur MFD verlagert. Die Produktion der übrigen, nicht zum Kerngeschäft gehörenden Produkte wurde aufgegeben und die Hallen der Firma Both & Tilmann anderen Zwecken zugeführt.
In den schwierigen Jahren der Weimarer Republik und der Weltwirtschaftskrise war die Hoesch AG eines der wenigen Schwerindustrie-Unternehmen, welches nicht in die Vereinigten Stahlwerke integriert wurden. 1930 fusionierte Hoesch mit dem Köln-Neu–Essener Bergwerksverein, 1966 mit der Dortmund-Hörder Hüttenunion. 1991 schließlich wurde die Hoesch AG im Zuge einer feindlichen Übernahme vom damaligen Krupp-Konzern aufgekauft.

## Geschäftsfelder

Weichenstellvorrichtung für Rillenschienen

Das Fertigungsspektrum des Unternehmens umfasste folgende Bereiche:
- Abteilung Weichenbau

Das Unternehmen erwarb sich große Kompetenz im Bau von Weichen aus Rillen- und Vignolschienen für Haupt- und Straßenbahnen. Insbesondere der Ausführung von Zungenvorrichtungen in Rillenschienen wurde große Beachtung geschenkt. Dies schlug sich auch in eine durch D.R.P. geschützte Weichenstellvorrichtung nieder. 
- Abteilung Waggonbau

Hier wurden alle Arten von Güterwagen sowohl für Normalspur als auch für Schmalspur hergestellt. In den Jahren zwischen 1910 und 1920 wurden in der Abteilung Waggonbau insgesamt 3930 Güterwagen – überwiegend Kohlenwagen – im Wert von fast 12 Mio. Mark an die Staatsbahn geliefert. In den folgenden Jahren bis 1924 wurden durch das EZA (Eisenbahn-Zentralamt) weitere 1518 Wagen beauftragt. Es ging dabei um Wagen der Verbandsbauarten nach den Musterblättern A 2, A 4, A 5, A 6, A 7 und A 10 sowie etliche Kühlwagen. Fehlende Aufträge des EZA während der Weltwirtschaftskrise führten dazu, dass der Unternehmensbereich fast still lag.
- Abteilung Rollwagenbau

Große Kompetenz erwarb sich das Unternehmen auch durch die Entwicklung und den Bau von Rollwagen, auch Transporteure genannt. Es wurden mehrere durch D.R.P. geschützte Typen entwickelt. Auf Grund der geringen Bauhöhe konnte die Aufschemelung von Normalspurwagen durch einfache Kopframpen erfolgen. Die umständliche Benutzung von Rollbockgruben entfiel dadurch.

## Produktgalerie
Beispielhaft für die Produkte des Unternehmens werde hier einige Muster gezeigt. Sie entstammen sowohl einem Produktkatalog des Unternehmens aus den Jahren um 1905 als auch den Büchern Das deutsche Eisenbahnwesen der Gegenwart in den Ausgaben von 1911 und 1923.

Rollwagen mit Handbremse, D.R. Patent
Rollwagen mit Luftdruckbremse, D.R. Patent
Weichenbau bei Both & Tilmann
Weichenbau bei Both & Tilmann
Waggonbau bei Both & Tilmann
Waggonbau bei Both & Tilmann, Verbandsbauart A 6
Waggonbau bei Both & Tilmann, Verbandsbauart A 2
Kühlwaggonbau bei Both & Tilmann
Plattformwagen für den Transport von Kohle- oder Kokskübel